# A dél-koreai von emlékérméi
A dél-koreai von emlékérméi a Dél-Koreában használt fizetőeszköz, a von emlékérméi. Az első emlékérmét 1975-ben verték, azóta 14 különböző fajta érmét vertek, összesen 19,775,800 darabban.

## Érmék[1][2][3][4][5][6][7][8][9][10][11][12][13][14]
| Névérték                           | Átmérő                             | Tömeg                              | Vastagság                          | Anyag                              | Perem                              | Esemény                                    | Verési év                          | Vert darab                         |
| Az 1966–1983-as sorozat emlékérméi | Az 1966–1983-as sorozat emlékérméi | Az 1966–1983-as sorozat emlékérméi | Az 1966–1983-as sorozat emlékérméi | Az 1966–1983-as sorozat emlékérméi | Az 1966–1983-as sorozat emlékérméi | Az 1966–1983-as sorozat emlékérméi         | Az 1966–1983-as sorozat emlékérméi | Az 1966–1983-as sorozat emlékérméi |
| ---------------------------------- | ---------------------------------- | ---------------------------------- | ---------------------------------- | ---------------------------------- | ---------------------------------- | ------------------------------------------ | ---------------------------------- | ---------------------------------- |
| 100 von                            | 30 mm                              | 12 g                               | 2,2 mm                             | Nikkel-réz                         | Recés                              | A felszabadulás 30. évfordulója            | 1975                               | 5,000,000                          |
| 100 von                            | 30 mm                              | 12 g                               | 2,2 mm                             | Nikkel-réz                         | Recés                              | Az 5. köztársaság 1. évfordulója           | 1981                               | 5,000,000                          |
| 500 von                            | 32 mm                              | 17 g                               | N/A                                | Nikkel-réz                         | Recés                              | Az 1978-as lövész világbajnokság           | 1978                               | 1,000,000                          |
| 1000 von                           | 33 mm                              | 17 g                               | N/A                                | Nikkel                             | Recés                              | Az 5. köztársaság 1. évfordulója           | 1981                               | 1,900,000                          |
| Az 1983-most sorozat emlékérméi    |                                    |                                    |                                    |                                    |                                    |                                            |                                    |                                    |
| 1000 von                           | 33 mm                              | 17 g                               | 2,5 mm                             | Nikkel-réz                         | Recés                              | Szöuli olimpia - Koreai táncosok           | 1982                               | 2,000,000                          |
| 1000 von                           | 33 mm                              | 17 g                               | 2,25 mm                            | Nikkel-réz                         | Recés                              | Szöuli olimpia - Koreai dobos              | 1983                               | 487,000                            |
| 1000 von                           | 33 mm                              | 17 g                               | 2,5 mm                             | Nikkel-réz                         | Recés                              | A Koreai Katolikus Egyház 200. évfordulója | 1984                               | 572,000                            |
| 1000 von                           | 33 mm                              | 17 g                               | 2,7 mm                             | Nikkel-réz                         | Recés                              | Az 1986-os Ázsiai Játékok                  | 1986                               | 1,000,000                          |
| 1000 von                           | 30 mm                              | 17 g                               | N/A                                | Nikkel-réz                         | Recés                              | Szöuli olimpia - Kosárlabda                | 1986                               | 700,000                            |
| 1000 von                           | 30 mm                              | 12 g                               | N/A                                | Nikkel-réz                         | Recés                              | Szöuli olimpia - Kézilabda                 | 1987                               | 700,000                            |
| 1000 von                           | 33 mm                              | 17 g                               | 2,2 mm                             | Nikkel-réz                         | Recés                              | Tedzsoni Expo                              | 1993                               | 590,000                            |
| 1000 von                           | 30 mm                              | 12 g                               | N/A                                | Nikkel-réz                         | Recés                              | Az ENSZ 50. évfordulója                    | 1995                               | 53,200                             |
| 2000 von                           | 33 mm                              | 17 g                               | N/A                                | Nikkel                             | Recés                              | Szöuli olimpia - Ökölvívás                 | 1986                               | 700,000                            |
| 5000 von                           | 32 mm                              | 16 g                               | N/A                                | Nikkel                             | N/A                                | A felszabadulás 50. évfordulója            | 1995                               | 53,600                             |